# Економічний цикл
Економі́чний ци́кл — періодичне повторення протягом років піднесення і спаду в економіці. Складається з таких фаз: криза, депресія, пожвавлення, піднесення.
- Криза (спад) — завершує попередній періодичний цикл і є початком наступного. Характеризується: труднощами збуту виробленої продукції, скороченням виробництва, зростанням попиту на ліквідність (готівку), збільшенням ставки позичкового відсотка. Паніка на ринку цінних паперів, курс акцій швидко падає. Закриваються і банкрутують фірми, передусім дрібні.

- Спад (рецесія) характеризується скороченням обсягів виробництва і зниженням ділової і інвестиційної активності. Внаслідок цього збільшується зростання безробіття. Офіційно фазою економічного спаду, або рецесією, вважають падіння ділової активності, що триває понад три місяці підряд.

- Депресія — фаза циклу, якій властивий застій виробництва. Відтворення — просте. Національний продукт уже не зменшується, але більше не зростає, відсоткова ставка падає до свого мінімального значення. Зростає сукупний попит і готуються умови до пожвавлення виробництва і комерційної діяльності.

- Пожвавлення — спостерігається ріст ділової активності, що супроводжується зростанням промислового виробництва та інвестицій, помітного скорочення безробіття, підвищенням особистих доходів і прибутків корпорацій; Нарощування інвестицій, що пожвавлює попит — спочатку на капітальні блага, а потім і на споживчі, адже зростає зайнятість. Найяскравішою ознакою пожвавлення є збільшення платоспроможного попиту. Тому для виходу із застійного стану застосовується стимулювання попиту. Обсяг виробництва досягає попереднього найвищого рівня, і економіка вступає у фазу піднесення.

- Піднесення (зростання) — фаза циклу, коли обсяг виробництва перевищує обсяг найбільшого піднесення попереднього циклу і зростає найвищими темпами. Розпочинається справжній економічний бум, швидке економічне зростання, яке уже готує ґрунт для наступного спаду і нового економічного циклу.

Зміна економічної кон'юнктури відбувається як результат порушення деяких аспектів рівноваги:
1. Нестабільна політична ситуація держави.
2. Відкриття нових корисних копалин.
3. Надходження іноземних інвестицій.
4. Високий розвиток науково-технічного прогресу.[1]

Політичний бізнес-цикл

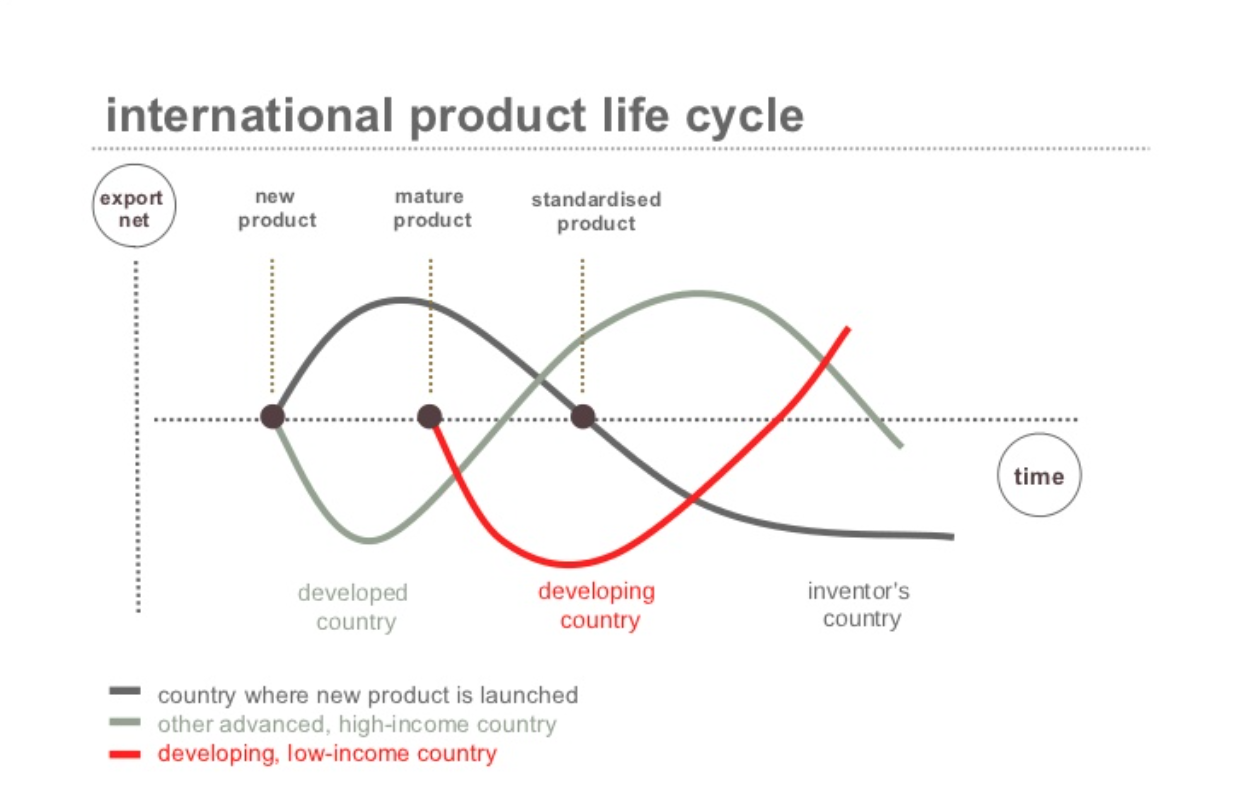
Теорія економічного циклу на прикладі циклу товару

Теорія політичного ділового циклу тісно пов'язана з ім'ям Міхала Калецького, який обговорював «небажання» капіталів промисловості «приймати втручання уряду в питання зайнятості». Постійна повна зайнятість означатиме посилення переговорної сили працівників для підвищення заробітної плати та уникнення невикористаної праці, що потенційно може завдати шкоди рентабельності. Однак він не вважав цю теорію такою, що застосовується під фашизмом, яка використовує пряму силу для знищення сили праці.
В останні роки прихильники теорії «виборчого ділового циклу» стверджують, що нинішні політики заохочують процвітання перед виборами, щоб забезпечити переобрання — і змусити громадян платити за це з рецесією згодом. Політичний діловий цикл — це альтернативна теорія, яка стверджує, що коли обирається адміністрація будь-якого відтінку, вона спочатку приймає обмежувальну політику щодо зниження інфляції та отримання репутації економічної компетентності. Потім вона проводить експансіональну політику напередодні наступних виборів, сподіваючись досягти одночасно низької інфляції та безробіття в день виборів.
Партійний бізнес-цикл передбачає, що цикли є результатом послідовних виборів адміністрацій з різними режимами політики. Режим A проводить експансіональну політику, в результаті якої зростає та інфляція, але голосується поза посадою, коли інфляція стає неприйнятно високою. Режим B заміни, застосовує політику скорочення, що зменшує інфляцію та зростання, і цикл вниз. Він проголошується поза посадою, коли рівень безробіття занадто високий, його замінює Партія А.

## Теорії економічного циклу

### Австрійська економічна школа
Австрійська економічна школа пояснює циклічність провалами кредитно-грошової політики. Людвіг фон Мізес в своїх книгах пише про економічні цикли:
Отже, головна причина хвиль економічних підйомів і падінь має ідеологічний характер. Цикли не зникнуть, доки люди вірять, що відсоткову ставку можна знизити не через накопичення капіталу, а через банківську політику (р.139).
Циклічні коливання ділової активності - це не явище, що виникає у сфері вільного ринку, а результат державного втручання в умови ведення бізнесу, спрямованого на зниження відсоткової ставки нижче того рівня, на якому її зафіксував би вільний ринок (р.562).

… Економічні кризи, які постійно повторюються, представляють собою наслідки спроб стимулювати економічну активність за допомогою додаткового кредиту, незважаючи на всі уроки досвіду та попередження економістів.
Отже, основна причина нескінченних хвиль економічних підйомів і спадів має ідеологічний характер. Ці зміни циклів не зникнуть, поки люди віритимуть у те, що відсоткову ставку можна знизити не шляхом накопичення капіталу, а шляхом проведення особливої банківської політики.

## Виноски
1. ↑  Korotayev, Andrey V., & Tsirel, Sergey V. A Spectral Analysis of World GDP Dynamics: Kondratieff Waves, Kuznets Swings, Juglar and Kitchin Cycles in Global Economic Development, and the 2008—2009 Economic Crisis [Архівовано 15 червня 2010 у Wayback Machine.]. Structure and Dynamics. 2010. Vol.4. #1. P.3-57.
2. ↑  NBER WORKING PAPER SERIES ELECTIONS AND MACROECONOMIC POLICY CYCLES Kenneth Rogoff Anne Sibert (PDF). Архів оригіналу (PDF) за 11 травня 2020. Процитовано 14 грудня 2019.
3. ↑  On the Manipulation of Money and Credit (Dobbs Ferry, N.Y.: Free

Market Books, [1923-46] 1978) edited by Bettina Bien and Percy L.

Greaves.
4. ↑  Human Action: A Treatise on Economics, 1st ed. (Auburn, Ala.:

Ludwig von Mises Institute, [1949] 1999